# Almere
Almere je nejmladší město v nejmladší 12. provincii Nizozemska, zvané Flevoland. První domy vzorového projektu byly vystavěny v letech 1972–1976. Se 193 303 obyvateli k (1. únoru 2012) je to největší město v provincii, 8. největší město v Nizozemsku, ale metropolí zůstává Lelystad v severní části provincie.

## Historie
Na území dnešního Almere a okolí byly dříve chudé zemědělské pozemky, zaplavované každoročními povodněmi. Již po katastrofální povodni roku 1916 vznikl ideový návrh Zuiderzeewerken na odvodnění území a stavbu města, jež se začalo připravovat roku 1927, ale pro silnou lobby místních zemědělců a zejména rybářů, nebylo realizováno. Roku 1932 se podařilo vystavět přehradu a mohutnou 30 kilometrů dlouhou protipovodňovou hráz Afsluitdijk, která zdejší rybolov prakticky likvidovala. Další stavební činnosti ve 30. letech 20. století zabránila velká hospodářská krize.
Po druhé světové válce bylo třeba bydlení pro rychle rostoucí populaci v Amsterdamu. Nový projekt polderu Zuidelijk Flevoland vynikal hydrogeologickým řešením a začal se realizovat roku 1972. V roce 1976 byla hotova druhá protipovodňová bariéra a začalo se s prvními stavbami domovních komplexů a budov v rovnováze s přírodními plochami, systematicky osazovanými lesoparky osídlovanými novou faunou.

## Současnost
Obec se rychle rozrůstala také díky zdejším podnikům a bankám a v roce 1984 získala statut města. Celosvětově ceněný vzorový projekt moderního zahradního města se z Almere stal díky přírodnímu faktoru. Nová příroda své projektanty ohromila rychlým a všestranným rozvojem, takže území o ploše 6000 hektarů severovýchodně od dnešní městské části Buiten až po město Lelystad bylo vyhlášeno přírodní rezervací Oostvaardersplassen. Areál je propojen důmyslným systémem 40 kilometrů dobře značených naučných stezek, je snadno přístupný od železničních stanic a stal se turistickým cílem, mimo jiné i pro handicapované návštěvníky na vozíku. Také dopravní spojení města s Amsterdamem je vynikající a trvá něco před 1 hodinu. Pro české turisty je atraktivní také vzhledem k blízkosti historického městečka Naarden s památníkem Jana Ámose Komenského.
Do roku 1990 bylo vystavěno centrum velkoměsta podle hotových plánů. V dalším desetiletí došlo k dramatickému nárůstu populace rezidentů rodinných domů. V letech 2006–2009 byly vystavěny hlavní dominanty města – čtyři výškové stavby. Do roku 2030 se počítá s nárůstem obyvatel až na 350 000.
Etnické složení obyvatelstva je velmi pestré, 134 národností náleží k 166 etnickým skupinám. Po Holanďanech silné zastoupení mají etničtí Turci.

## Městské části
| Jméno         | Rok  |                                      |
| ------------- | ---- | ------------------------------------ |
| Almere Haven  | 1976 | Umístění části města ve městě Almere |
| Almere Stad   | 1980 | Umístění části města ve městě Almere |
| Almere Buiten | 1984 | Umístění části města ve městě Almere |
| Almere Hout   | 1991 | Umístění části města ve městě Almere |
| Almere Poort  | 2000 | Umístění části města ve městě Almere |
| Almere Pampus | –    | Umístění části města ve městě Almere |

## Partnerská města
- Aalborg, Dánsko
- České Budějovice, Česko
- Dmitrov, Rusko
- Haapsalu, Estonsko
- Kumasi, Ghana
- Lancaster, Spojené království
- Milton Keynes, Spojené království
- Rendsburg, Německo
- Växjö, Švédsko

## Galerie

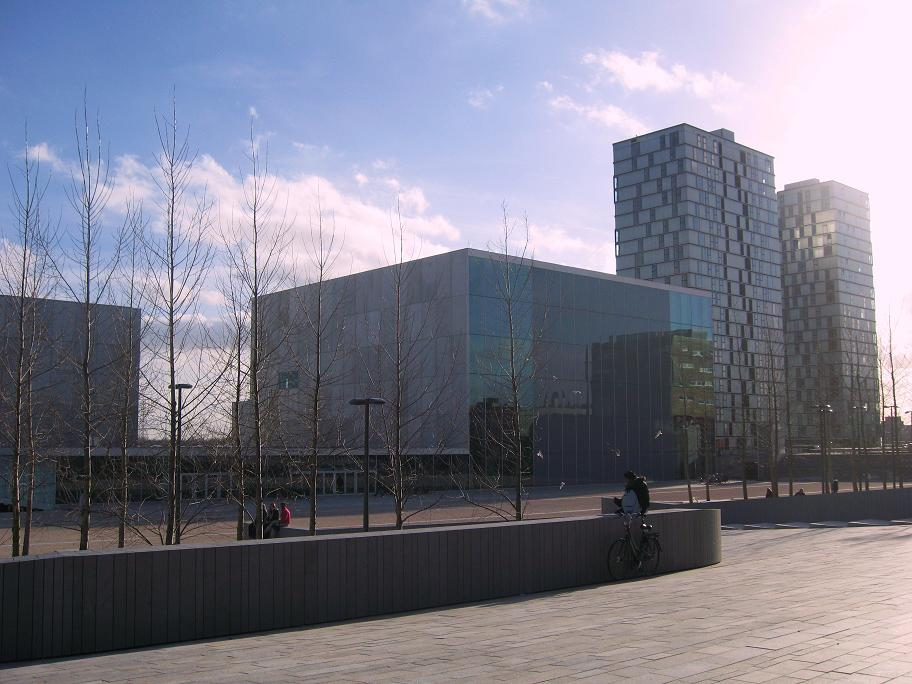
Divadlo Schouwburg Almere
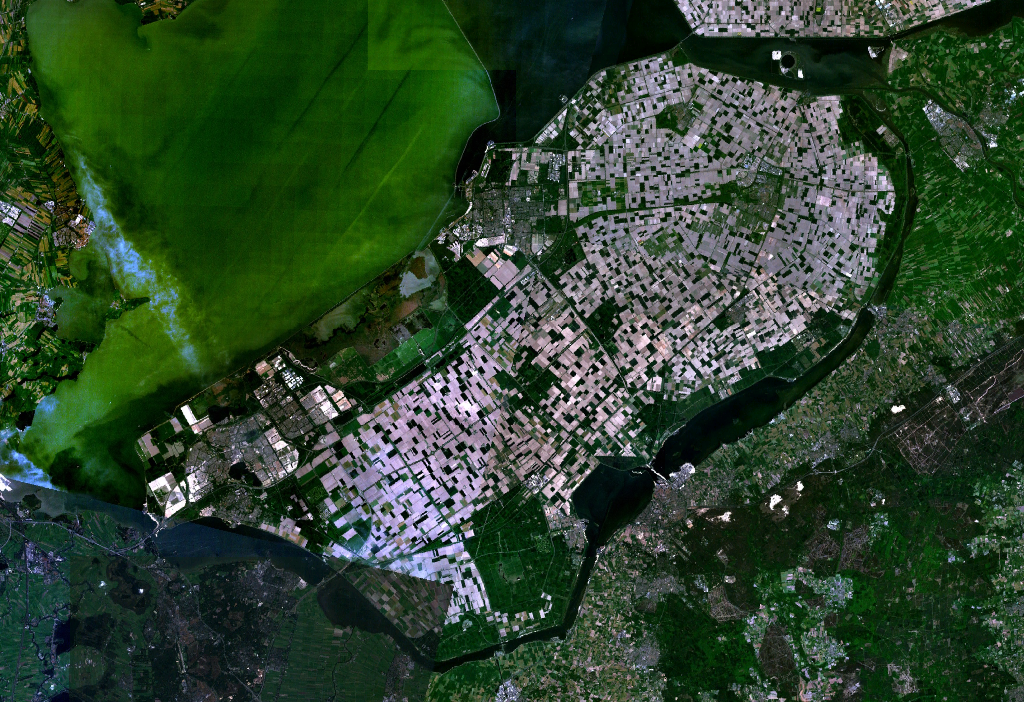
Satelitní snímek Flevopolderu